# Callajoppa flavinerva
Callajoppa flavinerva là một loài tò vò trong họ Ichneumonidae.